# Monstera amargalensis
Monstera amargalensis — вид квіткових рослин з родини кліщинцевих (Araceae).
Його рідним ареалом є Колумбія (Chocó).